# Tetrazygia albicans
Tetrazygia albicans là một loài thực vật thuộc họ Melastomataceae. Đây là loài đặc hữu của Jamaica. Chúng hiện đang bị đe dọa vì mất môi trường sống.